# الحبيب عطية
الحبيب عطية ( -باريس، 8 أكتوبر 2017)، هو باحث وجغرافي وسياسي تونسي.

## السيرة الذاتية

### المسار الأكاديمي
درس الحبيب عطية في المدرسة الصادقية. اشتغل الحبيب عطية كأستاذ تاريخ وجغرافيا في معهد خزندار بتونس العاصمة، قبل أن ينظم للجامعة كباحث في مركز الدراسات والبحوث الاقتصادية والاجتماعية بتونس (CERES) أين شارك في الأبحاث حول التنمية في السنوات الأولى بعد الاستقلال (السنوات 1960)، إلى جانب الشاذلي العياري وعبد القادر الزغل وعبد الوهاب بوحديبة وهشام سكيك، كما أشرف على قسم الجغرافيا في المركز لعدة فترات، ودرّس كذلك في كلية الآداب والعلوم الإنسانية بتونس في نهاية الستينات وبداية السبعينات.

تحصل على شهادة الدكتوراه من جامعة باريس ديديرو تحت إشراف جان دراش سنة 1977، وكان عنوانها «السهوب العالية في تونس: من المجتمع الرعوي إلى المجتمع الفلاحي». 

أصبح في 1979 باحثا في المركز الوطني الفرنسي للبحث العلمي في مخبر علم الاجتماع والجغرافيا الإفريقية.

كان الحبيب عطية من الرعيل الأول للجغرافيين التونسيين مع حافظ ستهم ومحمد العواني وأحمد القصاب ومحمد الفخفاخ. كان كذلك عضوا في جمعية الجغرافيين التونسيين. 

نشر الحبيب عطية عشرات الأبحاث والتقارير في عدة مجلات علمية محكمة مثل الكراسات التونسية والمجلة التونسية للعلوم الاجتماعية وهيرودوت ومجلة الغرب الإسلامي والبحر الأبيض المتوسط ودليل شمال أفريقيا، وذلك إلى جانب منشوراته مع مركز الدراسات والبحوث الاقتصادية والاجتماعية بتونس والمركز الوطني الفرنسي للبحث العلمي.

### المسار السياسي
انضم الحبيب عطية لصفوف الحزب الشيوعي التونسي منذ شبابه، وأصبح قياديا فيه إثر مؤتمر 1957. تعرض للسجن والتعذيب بسبب نشاطه الجامعي مع هذا الحزب أين اعتقل سنة 1968 رفقة الأستاذ زهير السافي. تغير اسم الحزب نحو حركة التجديد، وكان عطية عضوا في اللجنة الاقتصادية للحزب حيث شارك إثر الثورة التونسية في 2011 إلى وضع البرنامج الانتخابي بهدف المشاركة في انتخابات المجلس الوطني التأسيسي التونسي 2011. ظل عضوا في الحزب إثر تغير اسمه مرة أخرى نحو المسار الديمقراطي الاجتماعي، وذلك حتى وفاته في 2017. 

توفي الحبيب عطية في باريس في 8 أكتوبر 2017، ودفن في مقبرة قرطاج-بيرصا في تونس العاصمة في 13 أكتوبر.